# Єжи Карпач
Єжи Станіслав Карпач (пол. Jerzy Stanisław Karpacz; 20 серпня 1946, Кельці) — польський офіцер міліції та держбезпеки, останній начальник Служби безпеки МВС ПНР. Після зміни суспільно-політичного ладу Польщі — приватний юрист. У 1989—1991 роках був депутатом сейму.

## Кар'єра у МВС
Закінчив юридичний факультет Ягеллонського університету. У 22-річному віці вступив на службу до органів МВС ПНР. З 1968 року служив у комендатурі громадянської міліції Кельце. У 1974 році переведений до Варшави. Був інспектором, згодом заступником начальника Слідчого бюро, очолював Організаційно-правове бюро центрального апарату МВС у званні підполковника міліції. За низкою відомостей, з початку служби у 1968 році співпрацював з держбезпекою.
У грудні 1983 року підполковник Карпач взяв участь у науковій конференції Академії МВС «Ідеологічні та політичні загрози, які створюються духовенством Римо-католицької церкви». Він прочитав доповідь «Злочини духівництва з політичних мотивів у період контрреволюційної загрози та воєнного стану 1980—1983 років». У цьому виступі особливо наголошувалося на ролі капелана Солідарності Єжи Попелушка як ворога держави. Менш як за рік ксьондз Попелушко був убитий офіцерами спецгрупи «D».
У серпні 1985 року Єжи Карпач у званні полковника був призначений начальником Слідчого бюро МВС. Обіймав цю посаду до кінця 1988 року. У 1985 році отримав вчене звання кандидата юридичних наук. Перебував в урядущій компартії ПОРП. Був відзначений урядовими нагородами.

## Депутат сейму
У 1988 році різко загострилася політична ситуація у Польщі. Нова страйкова хвиля змусила керівництво ПОРП піти на конфіденційні переговори з «Солідарністю» та провести Круглий стіл. Відповідно до рішень Круглого столу, 4 червня 1989 року у Польщі відбулися «напіввільні» вибори. Єжи Карпача обрали до Сейму Республіки Польща за списком ПОРП.
Більшість депутатів були представники ПОРП, але цього вдалося досягти лише завдяки договірній квоті. Громадсько-політична ситуація у Польщі незворотно змінилася — зрозуміли, що значна більшість поляків підтримує опозицію. Приватним відображенням нової реальності стала полеміка Єжи Карпача з депутатом Тадеушем Ковальчиком, активістом Сільської Солідарності.
На засіданні 2 серпня 1989 року Ковальчик оголосив список із 93 опозиційних активістів і священників, убитих каральними органами ПНР. Він запропонував створити парламентську комісію з розслідування цих вбивств. Єжи Карпач став заперечувати та назвав виступ Ковальчика «суперечливим елементарним принципам політичної культури».
Цей епізод був єдиним виявом Карпача як депутата сейму, хоча він залишався парламентарієм до виборів 1991 року. Був членом комісій із законодавства та з адміністрації та внутрішніх справ, після розпуску ПОРП перебував у депутатському клубі Союзу демократичних лівих сил.

## Начальник і «гробар» СБ
У липні 1989 року Єжи Карпач перейшов зі Слідчого бюро до Служби безпеки МВС ПНР. Спочатку обіймав посаду заступника начальника СБ Генрика Данковського, а з 1 листопада 1989 року — начальником СБ МВС.
Єжи Карпача можна назвати «гробарем СБ». Він керував Службою безпеки у стані очікування. На той час вони не уявляли майбутнього. Тому зосередилися на спалюванні архівів і замітанні слідів злочинів.

Антоній Дудек, професор історії, співробітник Інституту національної пам'яті.
За наявними даними, генерал Чеслав Кіщак планував призначення Карпача головою нової посткомуністичної спецслужби — Управління охорони держави. Однак, цей план не вдалося реалізувати. 1 травня 1990 року Єжи Карпач подав у відставку та залишив держслужбу. В історії СБ МВС ПНР полковник Карпач став останнім начальником.

## Приватний юрисконсульт
У Третій Речі Посполитій Єжи Карпач зайнявся приватною юридичною практикою. Працював юрисконсультом військового заводу Mesko у Скаржисько-Каменній, потім юрисконсультом варшавського житлового кооперативу Przy Metrze. Зареєстрований у варшавській палаті юрисконсультів, обіймав посаду віцепрезидента столичної організації Спілки польських юристів.
Єжи Карпач відомий як кваліфікований юрист. Зазначалося, що «люди з вулиці» і навіть рядові члени кооперативу не мають доступу до його юридичних послуг — Карпач консультує лише керівників Przy Metrze.
Антикомуністичні активісти, особливо представники Інституту національної пам'яті, неодноразово висловлювали протести у зв'язку з тим, що діяч репресивного органу ПНР займається юридичною практикою у новій Польщі. Однак Єжи Карпач представив необхідні документи, які дозволили йому продовжувати свою діяльність як юрисконсульта.